# Orto botanico di Pisa
L'Orto e Museo Botanico di Pisa, o più semplicemente Orto Botanico di Pisa, è una struttura didattico-scientifica del Sistema Museale di Ateneo dell'Università di Pisa.

## Storia
L'Orto Botanico dell'Università di Pisa nacque nel 1543 per iniziativa di Luca Ghini, medico e botanico di Imola, con l'appoggio finanziario del granduca di Toscana, Cosimo I de' Medici.

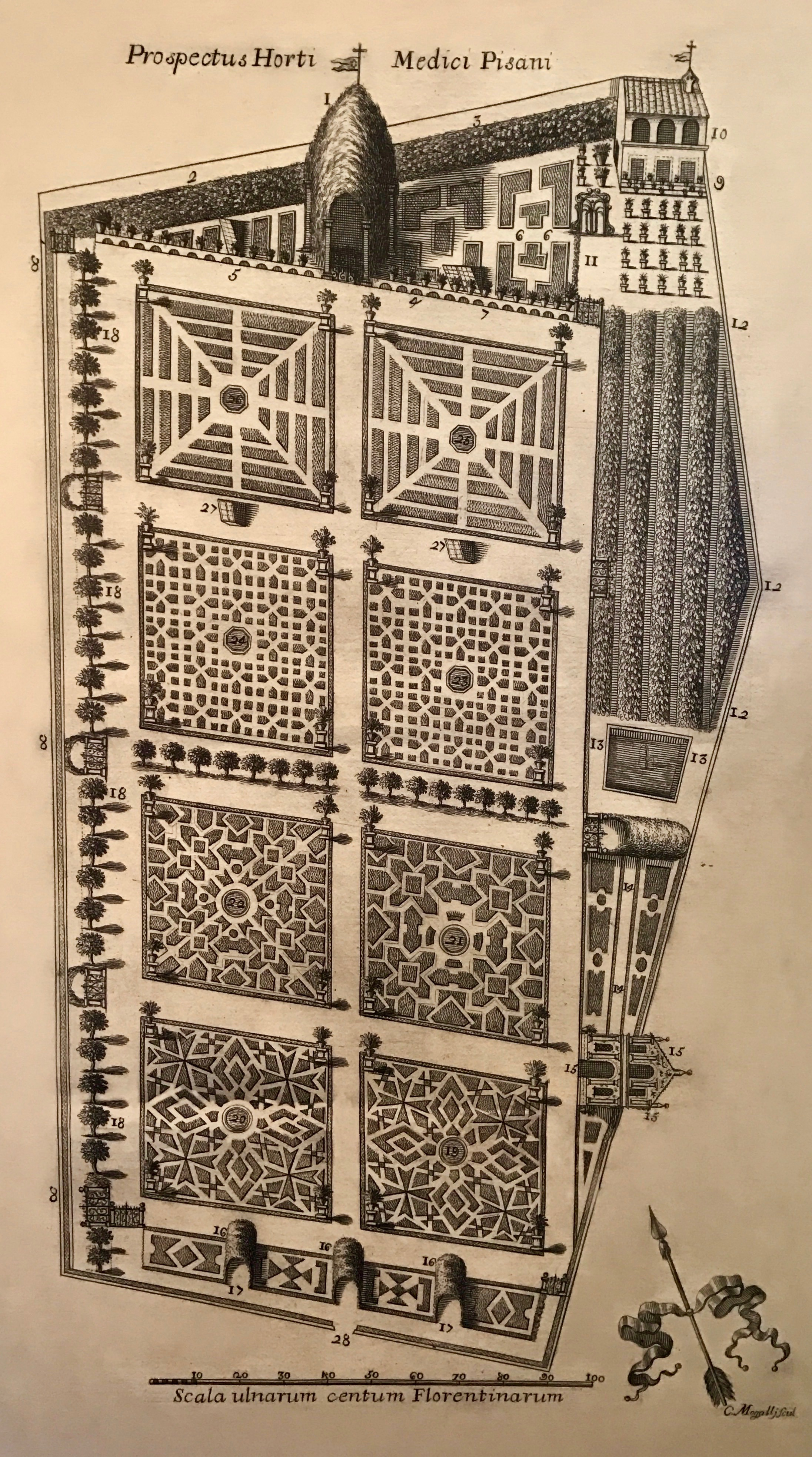
Pianta della terza sede dell'Orto, pubblicata nel Catalogus Plantarum Horti Pisani del 1723 di Michelangelo Tilli

Come data di fondazione, si tratta del più antico Orto botanico universitario al mondo, ma il fatto che la localizzazione originale fosse diversa dall'attuale rende l'Orto Botanico di Padova titolare di questo primato. L'orto pisano sorgeva infatti nel giardino annesso al Convento di San Vito, nei pressi dell'antica Tersana, poi Cittadella, e dell'Arsenale mediceo, ed era per l'appunto denominato Giardino dell'Arzinale o Giardino dei semplici. Qualche anno più tardi, con la demolizione del suddetto convento, l'orto si estese anche nella zona da esso occupata. Nel 1563, sotto la guida del botanico Andrea Cesalpino, a causa dell'espansione dell'Arsenale l'orto fu trasferito in una seconda sede, nella zona nord-orientale della città, nei pressi dell'Orto del Convento di Santa Marta, lungo la strada che ancora oggi si chiama Via del Giardino. Neanche questa sede risultò tuttavia soddisfacente, sia per la cattiva esposizione che per la distanza dalla sede dell'Università. Così nel 1591 l'Orto, sotto la direzione di Lorenzo Mazzanga, fu trasferito nella attuale localizzazione, presso la celebre Piazza del Duomo, in un terreno acquistato appositamente dal Granduca Ferdinando I. I lavori di trasferimento furono completati nel 1595 ad opera del fiammingo Joseph Goedenhuitze, noto in Italia come Giuseppe Casabona, ed inclusero anche la ristrutturazione dell'edificio che ospitava l'Istituto di Botanica con l'annesso Museo di Scienze Naturali. L'ingresso principale dell'Orto fu aperto nella seconda metà del XVIII secolo.
La disposizione delle piante all'interno dell'Orto, come risulta da una mappa pubblicata da Michelangelo Tilli nel 1723, era ispirata ai canoni stilistici comuni a molti giardini dell'epoca con allusione ai quattro elementi: il quadrato per quelli terrestri, il cerchio per quelli celesti, il triangolo per il fuoco e le vasche per il riferimento diretto all'acqua. Le specie erano infatti collocate in otto grandi aiuole quadrate, a loro volta suddivise in porzioni più piccole di forma geometrica definita, simmetricamente disposte intorno a otto fontane con vasca.
Nel XIX secolo l'Orto subì sostanziali cambiamenti: l'impianto cinquecentesco delle grandi aiuole venne smantellato per dare spazio ad aiuole più piccole, di forma rettangolare, intercalate da viali e muretti, al cui centro si trovavano sei residue fontane con vasca originaria (attualmente quattro perché due sono state tolte per costruire un piccolo edificio, probabilmente un secondo museo). Tali trasformazioni, attuate in varie fasi dai prefetti Gaetano Savi, Pietro Savi e Teodoro Caruel, rifletterono le mutate esigenze della botanica in base alle quali le piante vengono classificate e presentate secondo criteri scientifici che evidenziano le affinità biologiche. A lavoro ultimato si contavano 148 aiuole con più di 2.000 specie disposte in ordine sistematico.
All'assetto planimetrico attuale si giunse verso la fine del XIX secolo, dopo un'ulteriore serie di modifiche e ampliamenti che portano l'Orto a coprire una superficie di circa 3 ettari.
A dicembre 2014 il Consiglio di Amministrazione dell'Ateneo ha approvato una serie di opere per la riqualificazione dell'Istituto e per la creazione di un polo museale di ateneo. Tra le opere vi è il restauro, iniziato a fine 2015, della facciata della sede storica dell'Istituto di botanica, anche chiamata palazzina delle conchiglie e del cancello antistante. L'insieme delle opere ha avuto un costo di circa 2,7 milioni di euro, un milione dei quali è stato coperto dalla Regione Toscana. Durante il 2016 sono stati inaugurati sia un secondo ingresso da Via Roma 56, che è andato ad aggiungersi al preesistente ingresso da Via Ghini 13, nonché il Museo Botanico.

### Responsabili dell'istituto
Dalla fondazione al 1814 le cure dell'Orto erano affidate al prefetto, esso era accompagnato dalle figure del professore di scienze naturali e dal direttore della galleria, ovvero il nucleo iniziale di quello che oggi è il museo di storia naturale dell'Università di Pisa. Talvolta il prefetto poteva anche adempiere a uno o entrambi questi ruoli. Per qualche anno dal 1963 il secondo orto dei Semplici nei pressi del concetto di Santa Marta, aperto in questo anno, e il primo Orto vicino agli arsenali convissero e quindi si ebbero due prefetti. Le fonti tuttavia non ci dicono quando il primo Orto fu definitivamente sostituito.
Nel 1810 la cattedra di botanica venne separata da quella di mineralogia e geologia, mentre nel 1814 l'orto viene separato dalla galleria e nello stesso anno la figura del prefetto è sostituita dal direttore dell'orto botanico. Poi nel 1984 l'orto botanico e l'Istituto botanico sono confluiti nel dipartimento di scienze botaniche e da allora il controllo dell'orto è passato in mano al direttore del dipartimento. Nel 2006 il dipartimento è stato soppresso e l'Orto Botanico è passato sotto il controllo del Dipartimento di Biologia. Nel 2012 è poi confluito nel Sistema Museale di Ateneo. Dal 2017 è stata istituita di nuovo la figura del Direttore, cui sono affiancati due Responsabili Museali, uno per l'Orto Botanico (Curatore) e uno per il Museo Botanico (Conservatore).

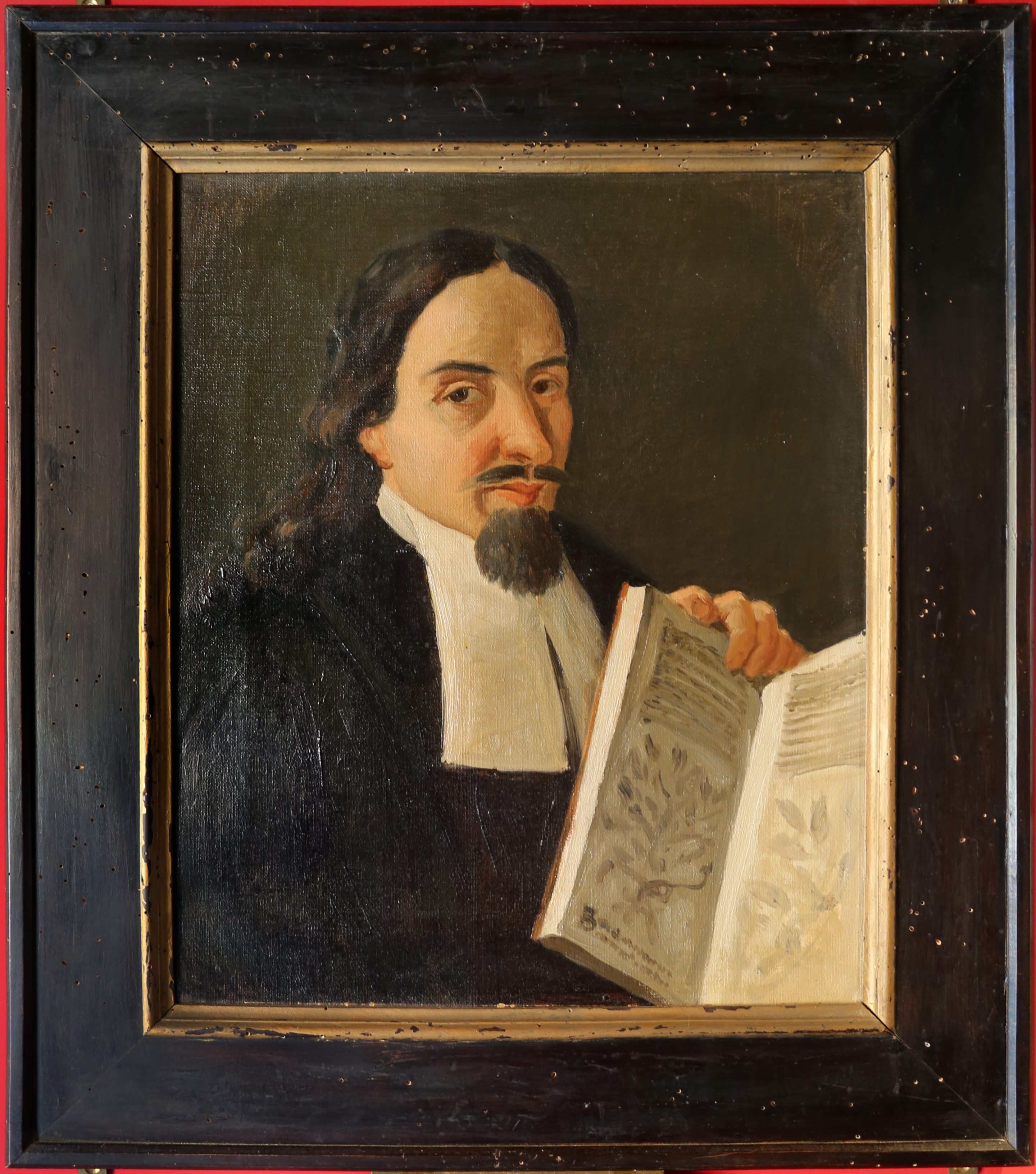
Ritratto di Luca Ghini
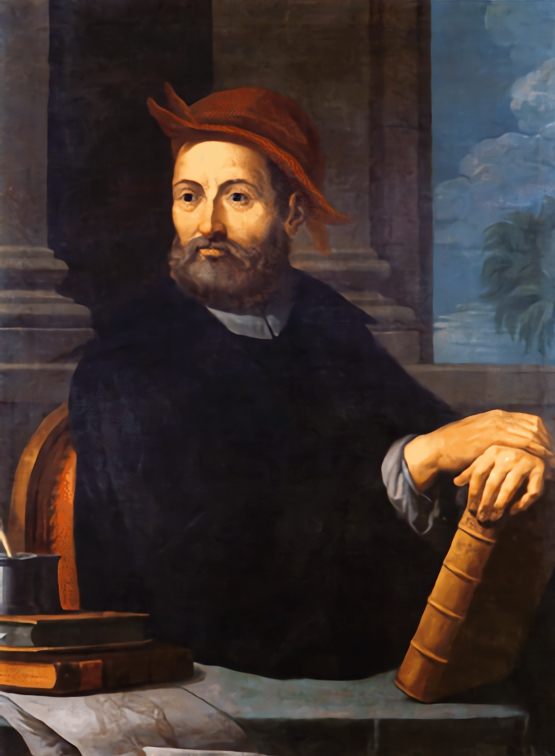
Ritratto di Andrea Cesalpino
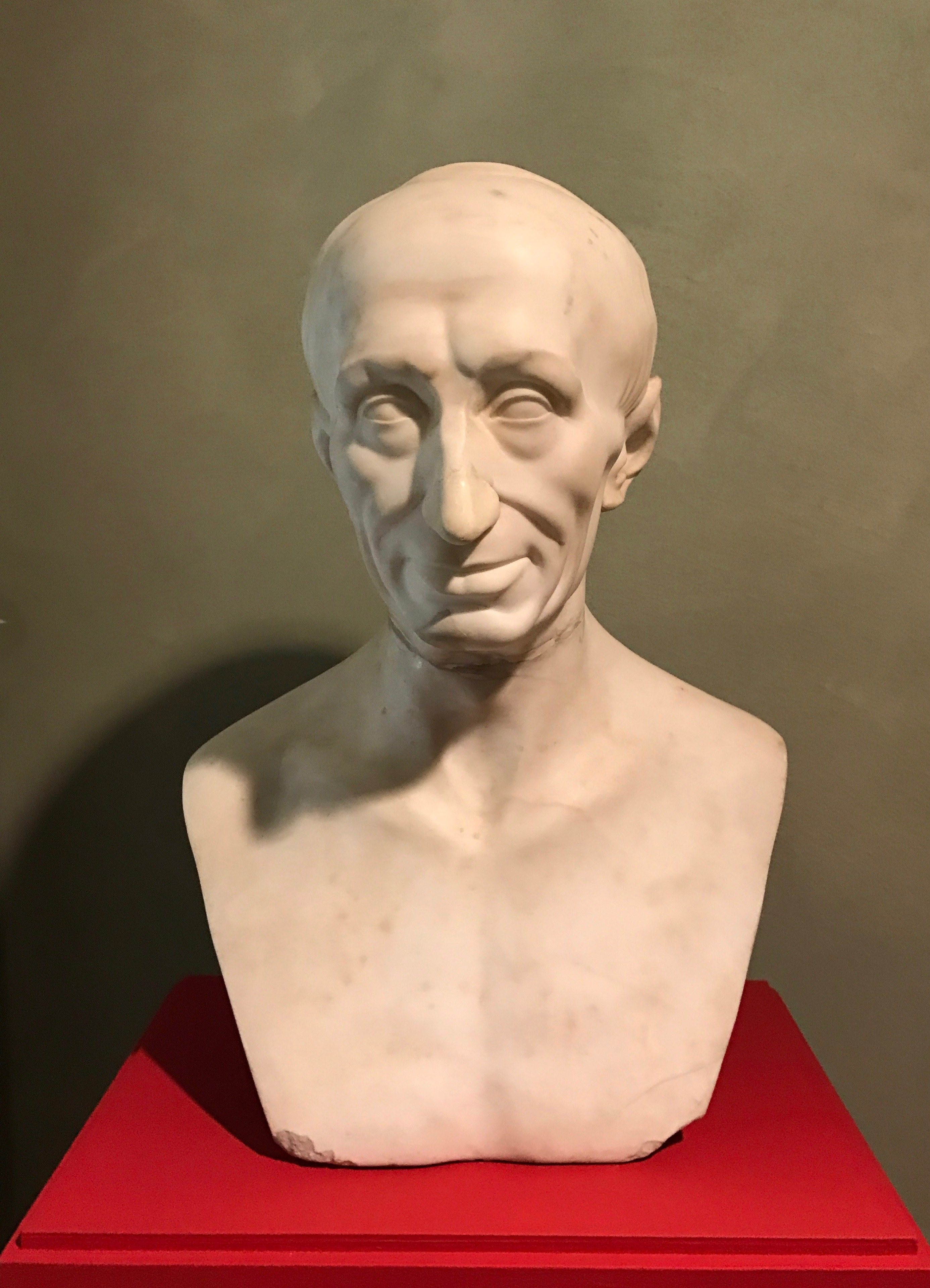
Busto di Gaetano Savi

| Prefetti del giardino        | Prefetti del giardino                   | Prefetti del giardino                   | Prefetti del giardino                        |
| ---------------------------- | --------------------------------------- | --------------------------------------- | -------------------------------------------- |
| 1543 - 1554                  | Luca Ghini                              | Luca Ghini                              | Luca Ghini                                   |
| 1554 - 1559                  | Andrea Cesalpino                        | Andrea Cesalpino                        | Andrea Cesalpino                             |
| 1559 - ?                     | Luigi Leoni (come prefetto del 1º Orto) | 1563 - 1583                             | Andrea Cesalpino (come prefetto del 2º Orto) |
| 1583 - 1595                  | Giuseppe Casabona (o Benincasa)         | Giuseppe Casabona (o Benincasa)         | Giuseppe Casabona (o Benincasa)              |
| 1595 - 1596                  | Polidoro Matteini                       | Polidoro Matteini                       | Polidoro Matteini                            |
| 1596 - 1614                  | Francesco Malocchi                      | Francesco Malocchi                      | Francesco Malocchi                           |
| 1614                         | Giovanni Rocchi                         | Giovanni Rocchi                         | Giovanni Rocchi                              |
| 1615                         | Domenico Vigna                          | Domenico Vigna                          | Domenico Vigna                               |
| 1615 - 1616                  | Jacopo Macolo (Jacob McCole)            | Jacopo Macolo (Jacob McCole)            | Jacopo Macolo (Jacob McCole)                 |
| 1616 - 1617                  | Domenico Vigna                          | Domenico Vigna                          | Domenico Vigna                               |
| 1617 - 1625                  | Pancrazio Mazzanga                      | Pancrazio Mazzanga                      | Pancrazio Mazzanga                           |
| 1626 - 1630                  | Matteo Pandolfini                       | Matteo Pandolfini                       | Matteo Pandolfini                            |
| 1630                         | Fra' Francesco (non meglio conosciuto)  | Fra' Francesco (non meglio conosciuto)  | Fra' Francesco (non meglio conosciuto)       |
| 1631 - 1632                  | Giacinto Maidalchini                    | Giacinto Maidalchini                    | Giacinto Maidalchini                         |
| 1632 - 1634                  | Domenico Vigna                          | Domenico Vigna                          | Domenico Vigna                               |
| 1634 - 1636                  | Dionisio Veglia                         | Dionisio Veglia                         | Dionisio Veglia                              |
| 1636 - 1637                  | Claudio Beriguardi (Claude Beaureguard) | Claudio Beriguardi (Claude Beaureguard) | Claudio Beriguardi (Claude Beaureguard)      |
| 1637 - 1641                  | Giovanni Le Tellier (Jean Tellier)      | Giovanni Le Tellier (Jean Tellier)      | Giovanni Le Tellier (Jean Tellier)           |
| 1641 - 1672                  | Tommaso Bellucci                        | Tommaso Bellucci                        | Tommaso Bellucci                             |
| 1672 - 1685                  | Pietro Nati                             | Pietro Nati                             | Pietro Nati                                  |
| 1685 - 1740                  | Michelangelo Tilli                      | Michelangelo Tilli                      | Michelangelo Tilli                           |
| 1740 - 1781                  | Angelo Attilio Tilli                    | Angelo Attilio Tilli                    | Angelo Attilio Tilli                         |
| 1782 - 1814                  | Giorgio Santi                           | Giorgio Santi                           | Giorgio Santi                                |
| Direttori dell'Orto botanico |                                         |                                         |                                              |
| 1814 - 1843                  | Gaetano Savi                            | Gaetano Savi                            | Gaetano Savi                                 |
| 1843 - 1871                  | Pietro Savi                             | Pietro Savi                             | Pietro Savi                                  |
| 1871 - 1880                  | Teodoro Caruel                          | Teodoro Caruel                          | Teodoro Caruel                               |
| 1880 - 1881                  | Antonio Mori                            | Antonio Mori                            | Antonio Mori                                 |
| 1881 - 1915                  | Giovanni Arcangeli                      | Giovanni Arcangeli                      | Giovanni Arcangeli                           |
| 1915 - 1929                  | Biagio Longo                            | Biagio Longo                            | Biagio Longo                                 |
| 1929 - 1930                  | Ugolino Martelli                        | Ugolino Martelli                        | Ugolino Martelli                             |
| 1930 - 1950                  | Alberto Chiarugi                        | Alberto Chiarugi                        | Alberto Chiarugi                             |
| 1950 - 1954                  | Ezio Tongiorgi                          | Ezio Tongiorgi                          | Ezio Tongiorgi                               |
| 1954 - 1956                  | Francesco D'Amato                       | Francesco D'Amato                       | Francesco D'Amato                            |
| 1956 - 1963                  | Giuseppe Martinoli                      | Giuseppe Martinoli                      | Giuseppe Martinoli                           |
| 1963 - 1964                  | Mario Benazzi                           | Mario Benazzi                           | Mario Benazzi                                |
| 1964 - 1965                  | Francesco D'Amato                       | Francesco D'Amato                       | Francesco D'Amato                            |
| 1965 - 1982                  | Paolo Meletti                           | Paolo Meletti                           | Paolo Meletti                                |
| 1982 - 1984                  | Fabio Garbari                           | Fabio Garbari                           | Fabio Garbari                                |

## L'Orto
L'Orto Botanico è diviso in più sezioni che sono sorte in seguito a varie acquisizioni di spazi nel corso degli anni.

### Scuola Botanica
La Scuola Botanica rappresenta il nucleo storico del Giardino anche se nel corso degli anni la sua struttura è mutata. Alla fine del XVI secolo presentava 8 vasche circondate da altrettante aiuole quadrate. Sotto la direzione di Pietro Savi, nella prima metà del XIX secolo, le piante furono riorganizzate in maniera più rigorosa e scientifica in base a modelli di affinità biologiche. Inoltre Savi creò anche un arboreto nella parte più occidentale. Sotto la direzione di Théodore Caruel, nella seconda metà del XIX secolo, furono invece costruite 124 aiuole di forma rettangolare e altre perimetrali; inoltre l'albereto fu spostato ad accezione degli esemplari più antichi ancora oggi presenti come il platano orientale, piantato nel 1808 e alto 23 metri, o un esemplare di Ginkgo del 1811 o ancora una quercia della Virginia piantata nel 1829.
Oggi questa sezione, che mantiene quest'ultima struttura e sei delle otto vasche, accoglie 400 specie ordinate in modo sistematico. Bisogna inoltre segnalare un'importante collezione di 150 specie del genere Salvia e la presenza di una palma della California di 24 metri d'altezza piantata al confine orientale nel 1877.

### Orto del Cedro

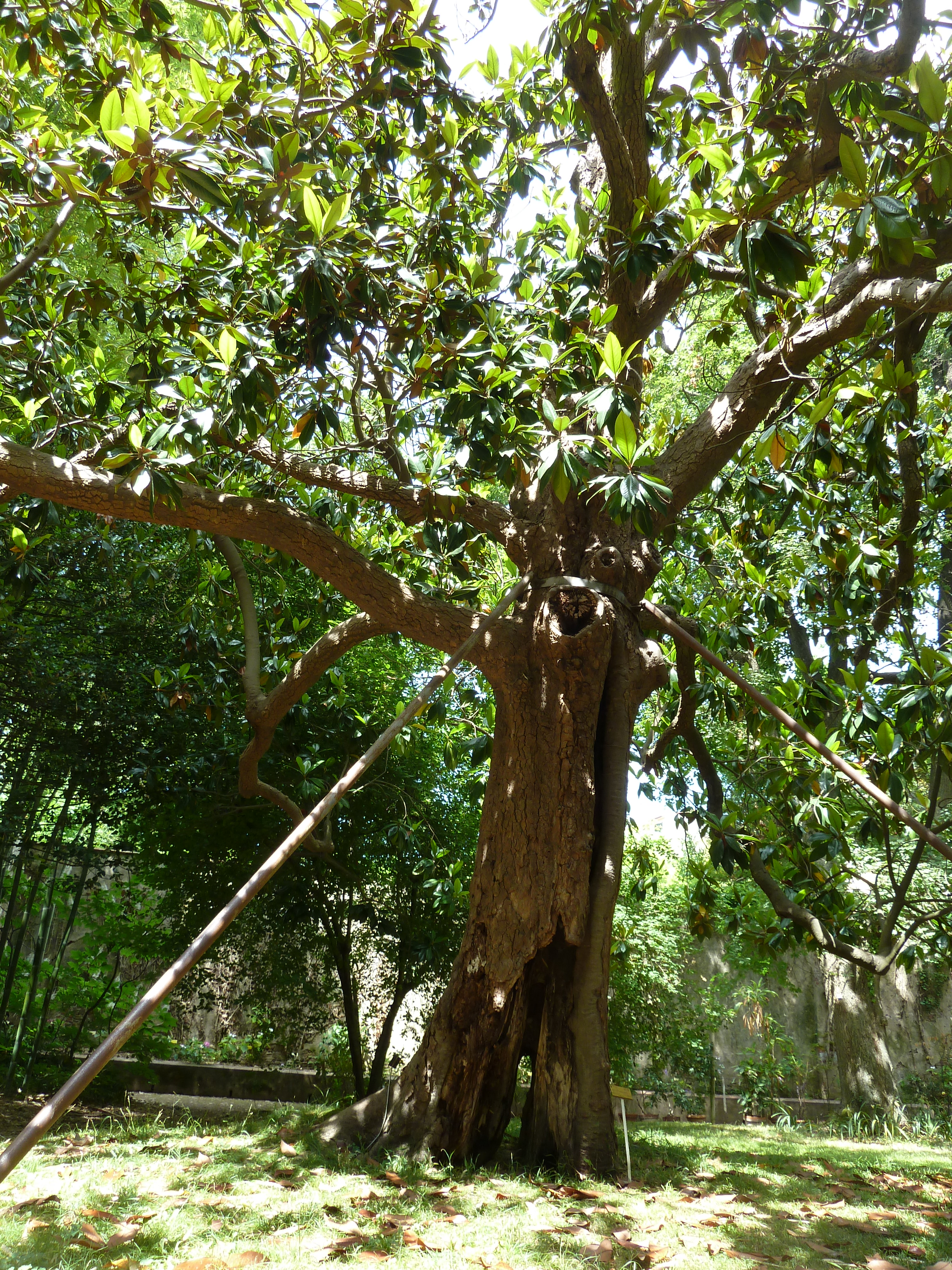
La magnolia piantata nel 1787

In questa sezione, acquisita nel 1786 dal convento di Santa Teresa, crescono i due alberi più vecchi di tutto l'Orto Botanico: un enorme Ginkgo di 4 metri di circonferenza che è anche il più grande di tutto il giardino e un esemplare di Magnolia di 14 metri d'altezza. Entrambi gli alberi sono stati piantati nel 1787 dal direttore Giorgio Santi nello stesso anno dell'acquisizione del lotto.
Fino al 1935 qui cresceva anche un Cedro del Libano, sotto al quale nell'ottobre 1839 si era riunita una sessione della Prima Riunione degli Scienziati Italiani, tenutasi al tempo della direzione di Gaetano Savi. Al posto del cedro del libano oggi cresce un cedro dell'Himalaya e nel 1845 è stata posta anche una lapide in onore di Savi.
In questo orto vi sono anche un boschetto di bambù, un vecchio glicine (Wisteria sinensis) e una collezione di ortensie e di camelie storiche.

### Orto del Mirto
Chiamato così per un esemplare di Mirto qui piantato nel 1815; questa parte di orto, ospita specie utilizzate a scopo terapeutico, molte delle quali riconosciute anche dalla Farmacopea Ufficiale. Le 120 piante sono suddivise nelle quattro aiuole secondo il principio attivo o la funzione curativa che hanno. Tra le tante ve ne sono alcune che possono essere anche particolarmente tossiche, come il ricino, Digitalis purpurea, la cicuta e la belladonna.

### Serre

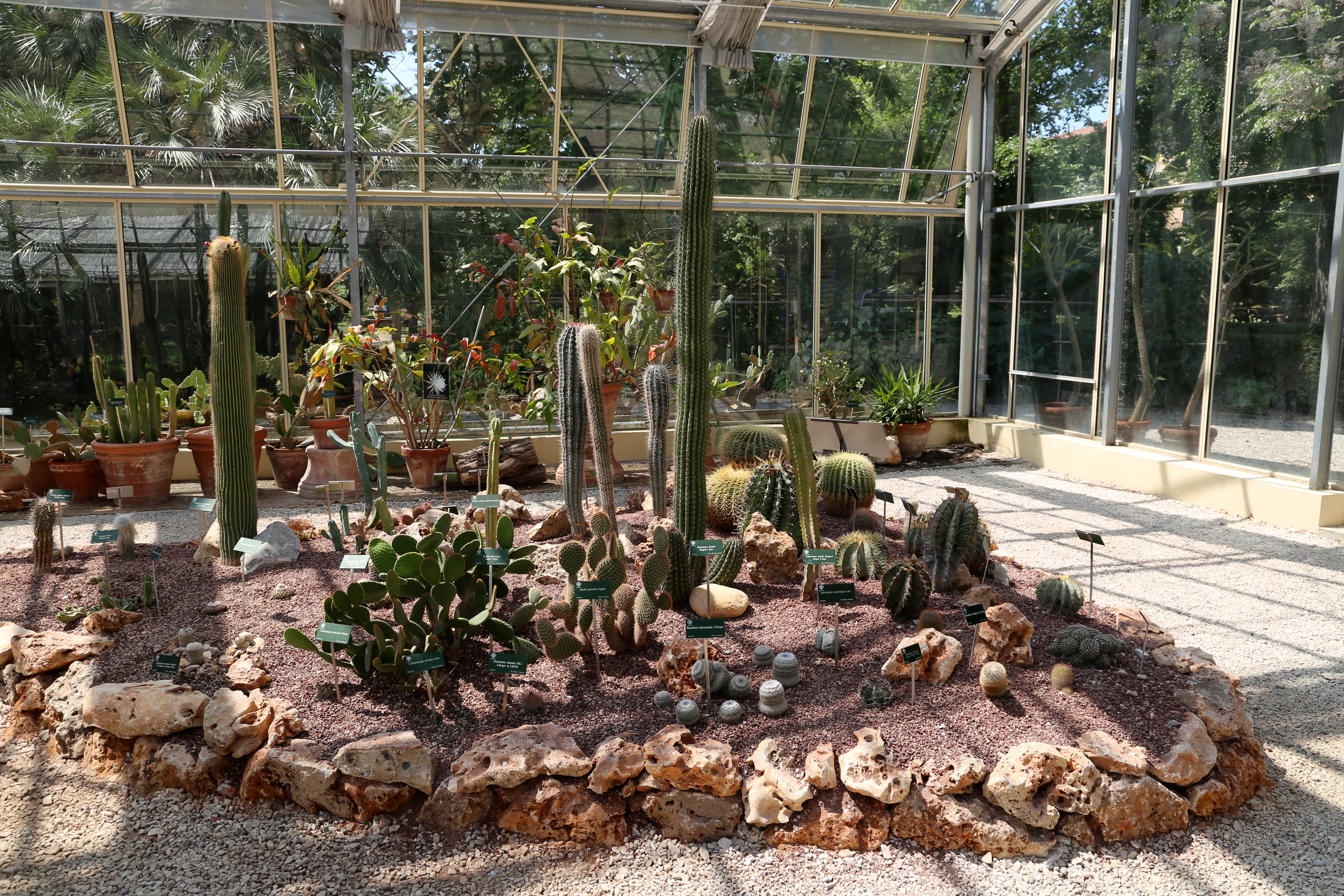
Serra delle succulente

Ci sono 4 serre: quella tropicale, quella delle succulente, quella della Victoria e quella del banano.

### Piazzale Arcangeli
Si tratta del piazzale centrale dell’Orto dove si trovano due palme del Cile, entrambe piantate nel 1891 ma una è stata abbattuta a causa di un attacco di punteruolo rosso e recentemente sostituita. Vi sorge un edificio costruito alla fine dell’Ottocento e ora sede di uffici e dell’Herbarium Horti Botanici Pisani che ospita più di 300.000 campioni. Sempre in questa zona si trovano la sala dei giardinieri e la banca del seme.

### Orto Nuovo
L'Orto Nuovo sorge in un lotto acquistato nel 1841 e fu organizzato secondo canoni di tipo paesaggistico molto diverso della Sezione botanica. Qui prevalgono alberi d'alto fusto, ampi viali e spazi erbosi di forma irregolare. La presenza di alcuni gradini in pietra che portano alla parte più elevata del prato testimoniano l'antica presenza di un gazebo oggi scomparso. Questa sezione non ha subito cambiamenti sostanziali ed è ancora oggi dedicata alle specie arboree. Tra le varie specie qui si trovano un boschetto di bambù nero, un esemplare di canfora piantato nel 1872 e alto 25 metri e uno di bagolaro di 27 metri d'altezza e quasi 4 di circonferenza del fusto.
Nel marzo 2017 è stata qui messa in dimora un esemplare di 10 anni e 4 metri d'altezza di Wollemia nobilis; acquistata per l'Orto dagli eredi della famiglia Del Gratta.

### Orto Del Gratta

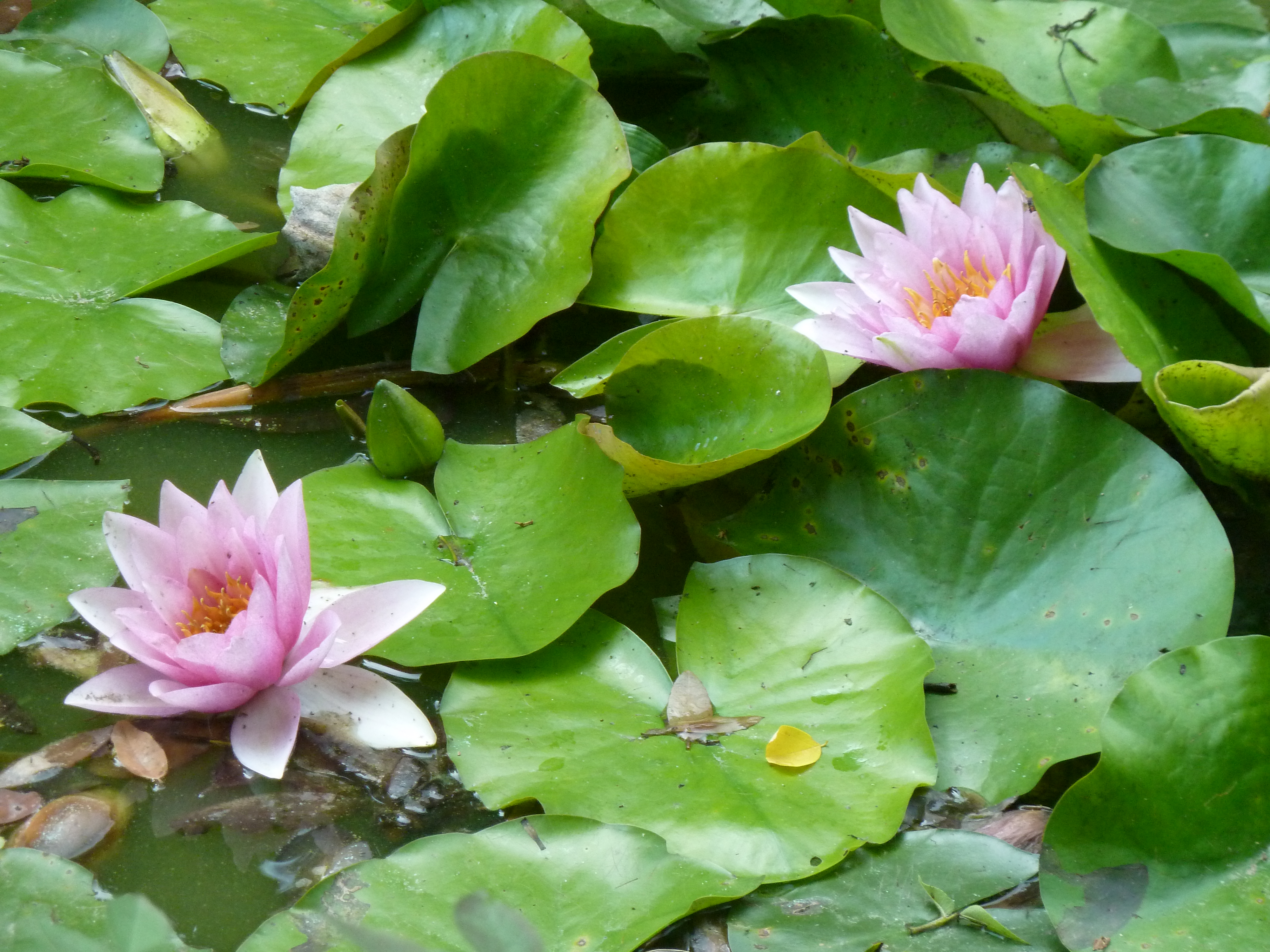
Ninfee nel laghetto

L'Orto Del Gratta sorge al confine est del giardino botanico in un appezzamento di terra una volta appartenuto alla famiglia Del Gratta e acquistato sul finire del diciannovesimo secolo dall'allora direttore Giovanni Arcangeli. In questa sezione trovano ancora poste le piante di alto fusto tra cui un tasso di quasi 20 metri d'altezza. Tuttavia qui sono anche presenti una collina che ospita piante montane, alcune delle quali endemiche delle Alpi Apuane, e un laghetto che ospita invece varie specie acquatiche tra cui le ninfee e il fior di loto. Inoltre sono presenti anche molte specie mediterranee tra le quali è qui presente uno esemplare centenario di ulivo.

## Museo Botanico

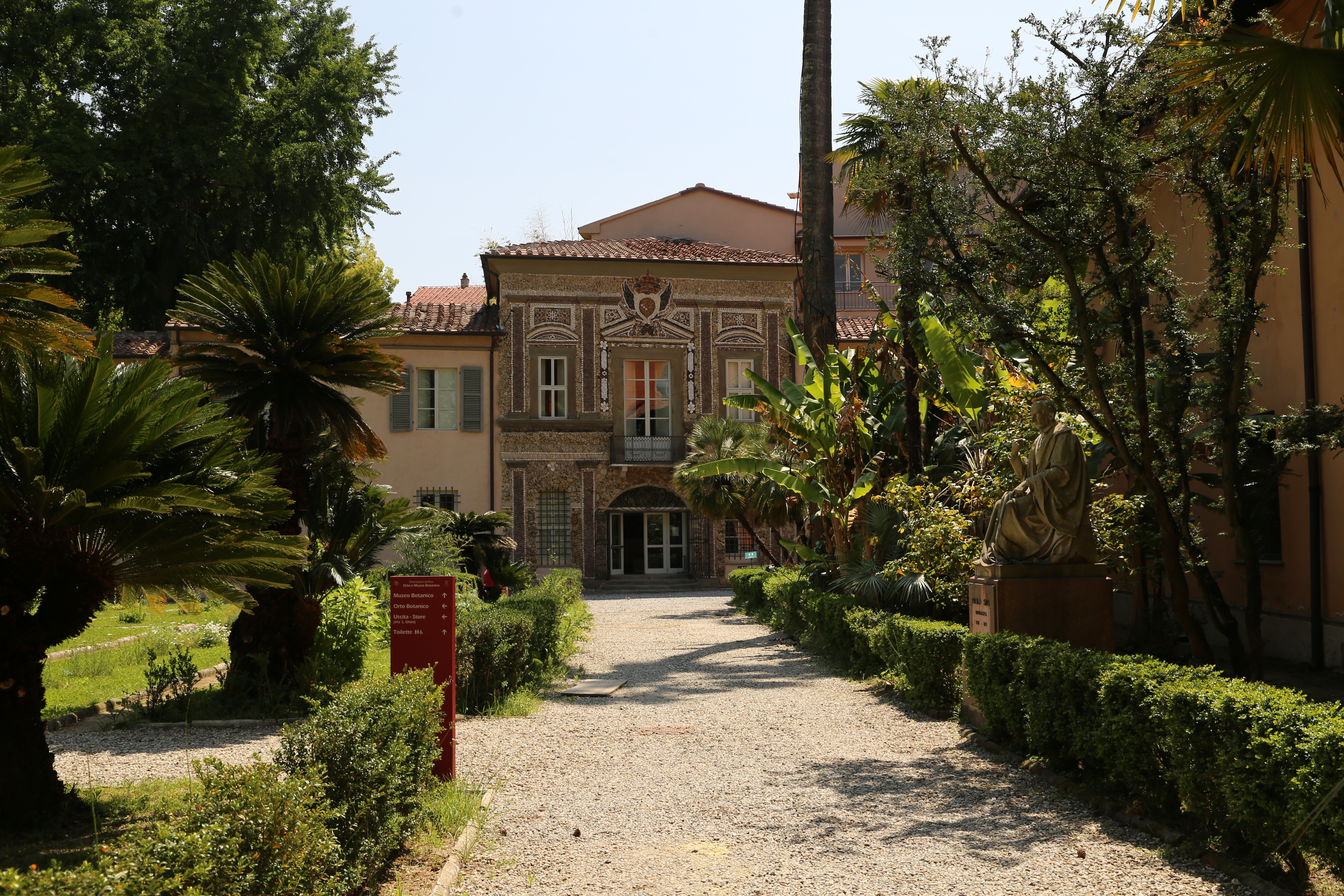
Palazzo delle Conchiglie, sede del museo botanico

Il Museo Botanico, inaugurato il 28 ottobre 2016 ed aperto al pubblico il 1º aprile 2017, è ospitato nel Palazzo delle Conchiglie, ex Istituto di botanica, così chiamato per la sua facciata interamente decorata nel 1752 in stile grottesco mediante l'uso di conchiglie.
Il percorso museale si snoda per sette sale espositive disposte su due piani. Nella prima sala, oltre al ritratto del fondatore dell'orto Luca Ghini, si può ammirare l'antico portone scolpito in noce un tempo posto all'accesso del Giardino dei Semplici in via Santa Maria e una campa con in rilievo lo stemma mediceo.
La seconda sala ospita una replica della Wunderkammer che era stata creata agli inizi del ‘500 proprio in questa palazzina, per volere di Ferdinando I e che costituì il primo nucleo di quello che oggi è il museo di storia naturale dell'Università di Pisa.
La terza sala ospita la collezione storica di ritratti dei semplicisti, naturalisti e direttori dell'orto; questi ritratti erano posti insieme a delle gigantesche ossa di balena nella galleria d'ingresso all'orto di via Santa Maria e avevano una funzione celebrativa. Insieme ai ritratti in questa sala è esposto il Catalogus Plantarum Horti Pisani, ovvero il catalogo delle piante dell'orto pisano di Michelangelo Tilli, pubblicato nel 1723 e corredato di immagini.
La quarta sala è dedicata a Gaetano Savi, prefetto dell'orto e direttore del museo, e al botanico Giuseppe Raddi.
Nella quinta sala sono esposti alcuni splendidi modelli di funghi in gesso e in cera. Quest’ultimi furono realizzati da Luigi Calamai, ceroplasta che lavorò anche alla realizzazione delle cere anatomiche dell'università di Firenze. Sempre in questa sala sono ospitati altri modelli in cera di frutti e piante realizzati tra il 1836 e il 1839, sotto la direzione del professore Giovan Battista Amici, da Calamai assieme al suo allievo Egisto Tortori. Degno di nota è il modello raffigurante la fecondazione della zucca che fu presentato per la prima volta alla presenza del Granduca Leopoldo II, in occasione della prima riunione degli scienziati italiani tenutasi proprio in questo orto nel 1839. Il restauro dei modelli è stato eseguito dall'Opificio delle pietre dure di Firenze.
La penultima sala è dedicata a Théodore Caruel e a Giovanni Arcangeli. Qui, tra i vari reperti, sono esposti anche alcuni campioni e preparati di piante da fibra acquistati all'Esposizione coloniale di Marsiglia del 1906. Nell'ultima sala sono esposti alcuni campioni provenienti dagli erbari, alcune tavole didattiche ottocentesche ed altre prodotte tra la fine dell'Ottocento e la prima metà del Novecento, alcuni reperti paleobotanici e al centro della sala un grande tavolo ricavato da una sezione trasversale del tronco di una quercia.

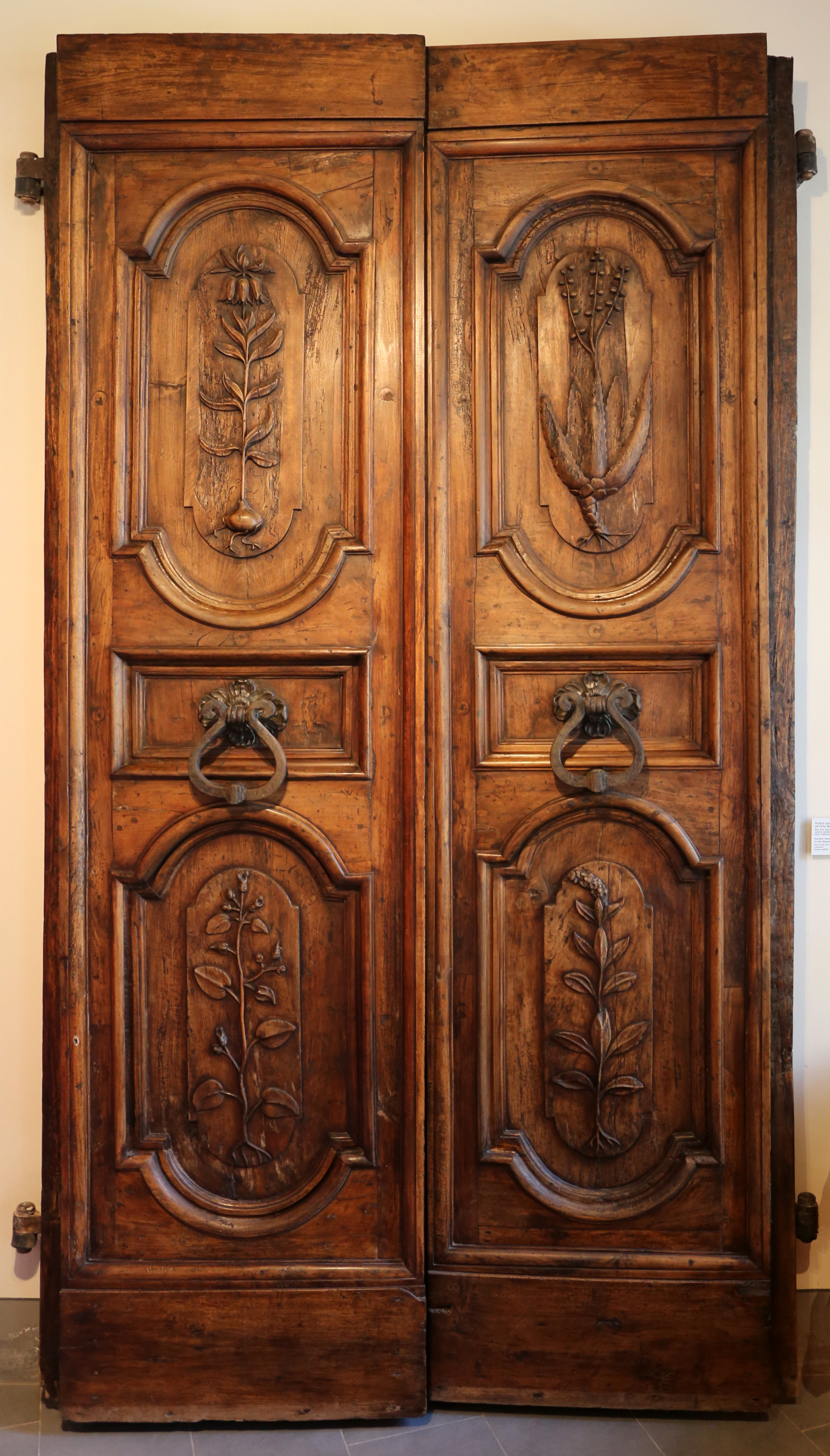
Portone in noce del Giardino dei Semplici, originariamente collocato in via Santa Maria e oggi conservato nel Museo Botanico.
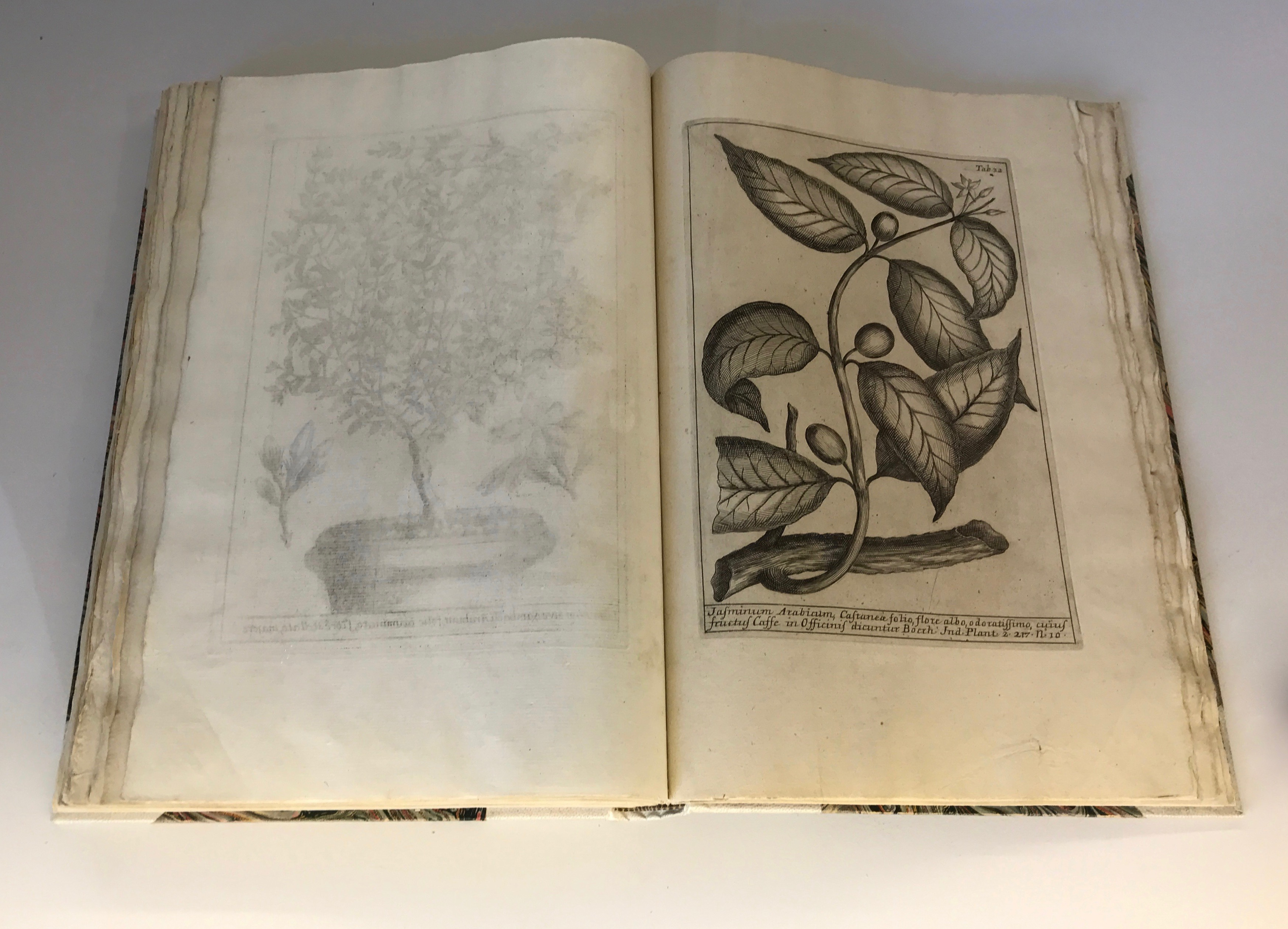
Il Catalogus Plantarum Horti Pisani di Michelangelo Tilli.
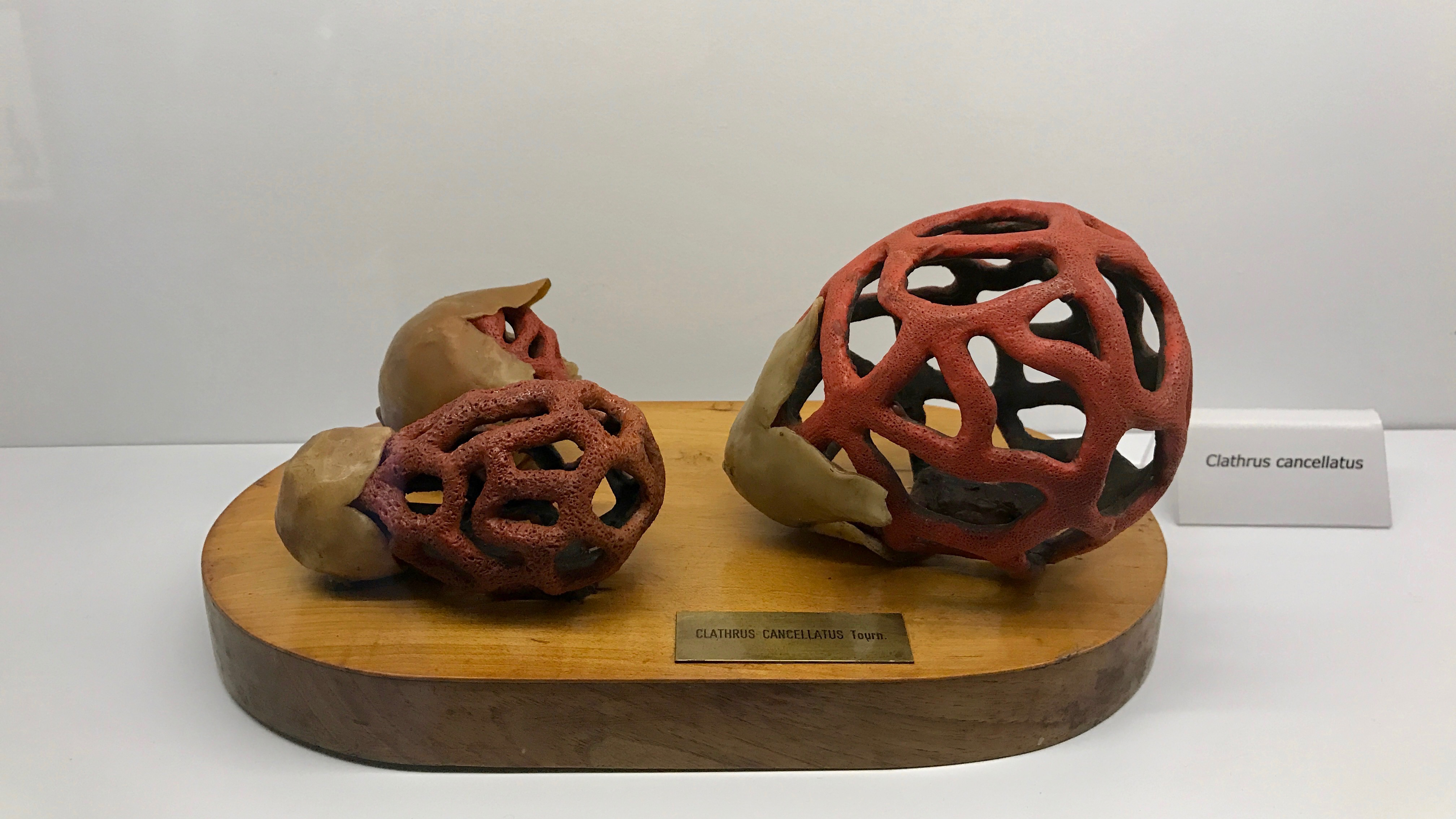
Modello in cera di Clathrus cancellatus.
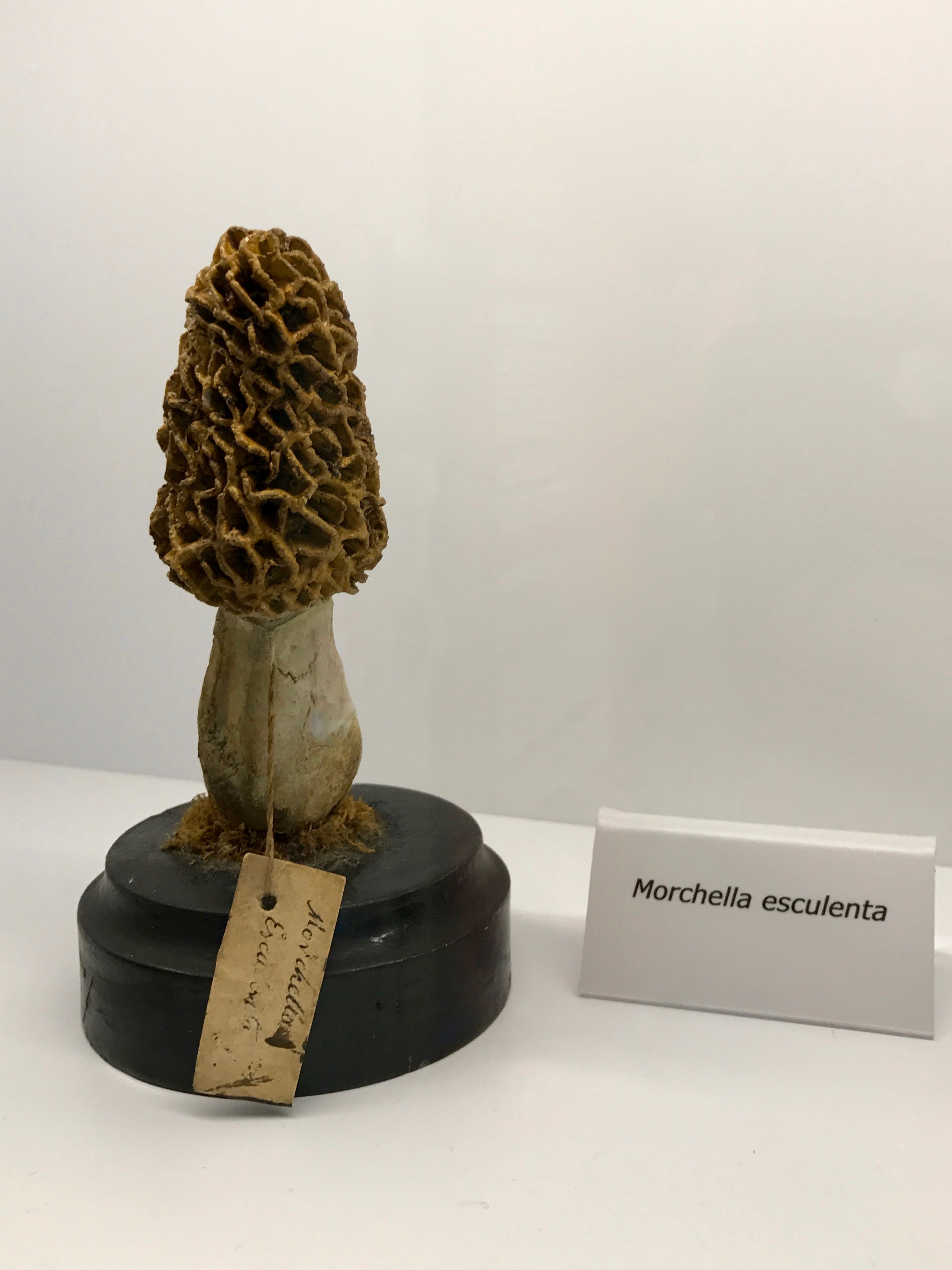
Modello in cera di Morchella esculenta.
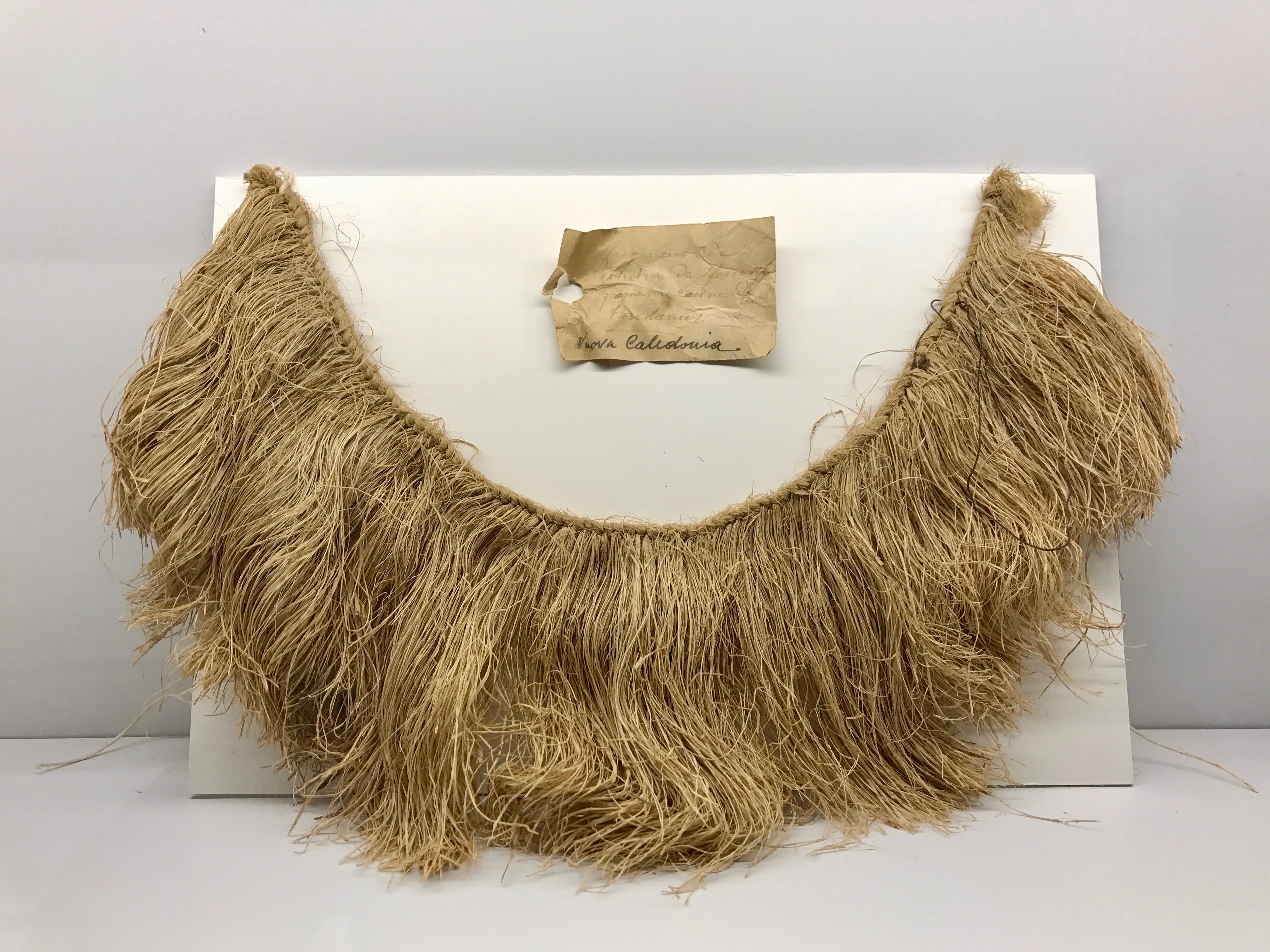
Oggetto in fibra vegetale proveniente dalla Nuova Caledonia.
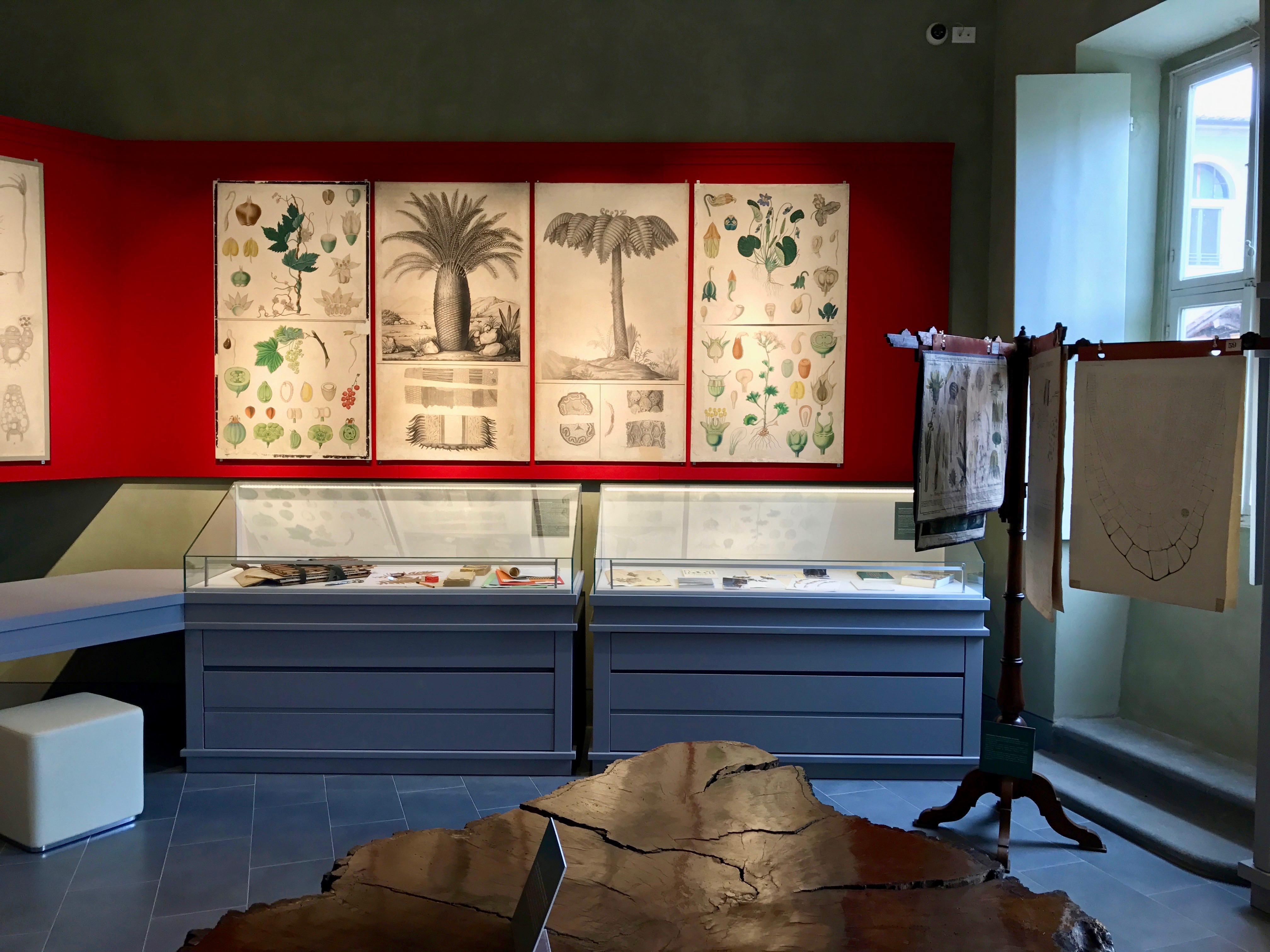
L'ultima sala con il tavolo in quercia e le tavole didattiche.